# Documentaire hypothese
| * | Inclusief het grootste deel van Leviticus                                      |
| † | Inclusief het grootste deel van Deuteronomium                                  |
| ‡ | Deuteronomistische geschiedenis: Jozua, Rechters, 1 & 2 Samuel, 1 & 2 Koningen |

Diagram van de documentaire hypothese en deuteronomistische geschiedenis

De documentaire hypothese is de hypothese in de Bijbelwetenschap waarin een reconstructie wordt gevormd van de oorspronkelijke bronnen van de Thora of Pentateuch (de eerste vijf boeken van de Hebreeuwse Bijbel: Genesis, Exodus, Leviticus, Numeri en Deuteronomium). Deze bronnen zijn deels onafhankelijk van elkaar ontstaan en zijn gebruikt bij het redactionele proces om de definitieve vorm van de Thora te bepalen. Binnen de documentaire hypothese wordt getracht aan de hand van het taalgebruik van delen van de Thora — zinswendingen, woordgebruik, uitdrukkingen en de visie die hieruit blijkt — te herleiden welk tekstdeel kan worden herleid tot een oorspronkelijke bron. Omdat er in hoofdzaak vaak wordt gesproken over vier "hoofdbronnen", wordt de hypothese ook wel aangeduid als de (vier)bronnenhypothese. Soms wordt ook de letterlijke vertaling uit het Duits gebruikt: de (nieuwe) oorkondenhypothese.
De belangrijkste versie van deze hypothese is geformuleerd door de Duitse theoloog Julius Wellhausen (1844-1918) tegen het einde van de 19e eeuw (de "Wellhausen-hypothese"). Volgens Wellhausen waren er vier belangrijke bronnen die een beeld van de religieuze geschiedenis van de Israëlieten schetsen:
- J , ofwel de Jahwist; geschreven omstreeks 950 v.Chr. in het zuidelijke koninkrijk Juda
- E, ofwel de Elohist; geschreven omstreeks 850 v.Chr. in het noordelijke koninkrijk Israël
- D, ofwel de Deuteronomist; geschreven omstreeks 621 v.Chr. in Jeruzalem tijdens een periode van godsdienstige hervorming onder koning Josia
- P, ofwel de Priestercodex; geschreven omstreeks 450 v.Chr. door Aäronitische priesters.

De redacteur die deze bronnen samengevoegd zou hebben tot de uiteindelijke Thora staat bekend als R. De werkzaamheid van R is (volgens deze hypothese) op meerdere momenten in het ontstaansproces van de Thora te herkennen, maar als uiteindelijke redacteur duidt men vaak Ezra aan.
In de 20e eeuw werd deze hypothese leidend bij het onderzoek van het ontstaan van de Thora. De meeste Bijbelgeleerden gaan uit van een of andere vorm van de documentaire hypothese, en blijven gebruikmaken van Wellhausens terminologie en inzichten, zij het in een wat verder uitgewerkte vorm.

## Samenstelling van de Thora

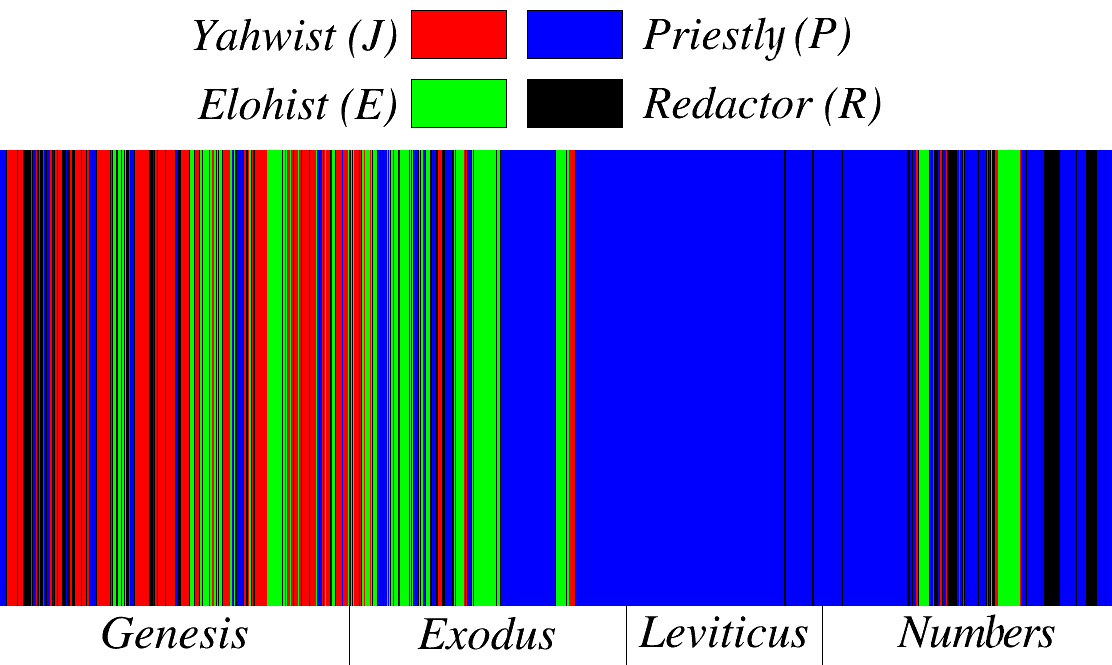
De veronderstelde spreiding van inhoud naar auteur over de boeken Genesis, Exodus, Leviticus en Numeri volgens Richard Friedman.

Naar Wellhausens voorbeeld spreken geleerden van vier belangrijke bronnen voor de Thora:

### J: de Jahwist
J is de oudste bron die zich met verhalen bezighoudt, en bestaat uit de helft van Genesis, de helft van Exodus en delen van Numeri. J beschrijft een mensachtige God, de zogenoemde Jahweh (of liever JHWH), en richt zich op het territorium van het koninkrijk Juda en personen uit zijn geschiedenis. J heeft een vloeiende stijl en zou rond 950 v.Chr. zijn samengesteld.

### E: de Elohist
E lijkt sterk op J en de verhalen in beide overlappen vaak. E bestaat uit een derde van Genesis, de helft van Exodus en fragmenten van Numeri. Ook E beschrijft een mensachtige God, maar noemt deze in eerste instantie Elohim en later, na de gebeurtenis met de brandende struik (Exodus 3), Jahweh. E richt zich op het territorium van het koninkrijk Israël en de priesters in Silo en heeft een minder vloeiende stijl dan J. E zou oorspronkelijk zijn opgesteld rond 850 v.Chr.

### D: de Deuteronomist
D is een reeks preken over de Wet, en bestaat uit het grootste deel van Deuteronomium. Deze bron onderscheidt zich onder andere door haar gebruik van de naam JHWH Eloheenoe voor God, vertaald in het Nederlands als "De HEER onze God." D is oorspronkelijk samengesteld in 650 tot 621 v.Chr. Er wordt verondersteld dat deze tekst het wetboek was dat in 621 v.Chr. gevonden werd tijdens de hervorming van Josia.

### P: de Priestercodex
P benadrukt de rol van het priesterschap en beschrijft genealogieën, data, cijfers en wetten. P bestaat uit ongeveer een vijfde van Genesis, grote delen van Exodus en Numeri, en bijna geheel Leviticus. P beschrijft een verre en onvergevende God, aangeduid als Elohim. P dupliceert J en E gedeeltelijk, maar wijzigt details om het belang van het priesterschap te benadrukken. P heeft een niet erg ontwikkelde literaire stijl en zou zijn samengesteld rond 550-400 v.Chr.

### R: de Redacteur
De redactie van de Thora begon met het samenvoegen van J en E rond 750 v.Chr. tot JE. Daaraan werd D toegevoegd tot JED. Ten slotte werd het werk afgemaakt rond 400 v.Chr. door de redacteurs die met P worden geassocieerd.

## Oorsprong van de documentaire hypothese
Voorafgaand aan de 17e eeuw accepteerden zowel joden als christenen de traditionele interpretatie dat de Thora geschreven was door Mozes, geïnspireerd of zelfs gedicteerd door God. Hoewel enkele rabbijnen en filosofen zich afvroegen hoe Mozes zijn eigen dood kon hebben beschreven of lijsten van de koningen van Edom kon hebben opgeschreven voordat deze leefden, twijfelde niemand aan de waarheid van de traditie. Daarom werd de Thora vroeger ook vaak tezamen de vijf boeken van Mozes genoemd. Als bewijs hiervoor werd (meestal) de Thora zelf aangewezen, naar passages waar gesproken wordt over Mozes (weliswaar in de derde persoon) die wetten en gebeurtenissen opschrijft, zoals Ex. 24:3-4, Numeri 33:2 en Deut. 31:24. Dat Mozes' auteurschap zodoende door een drogreden zichzelf bewees zag men niet of wilde men niet zien.

### Twijfel over Mozes' auteurschap
Met de Verlichting begon in Europa het historisch-kritische onderzoek van de Bijbel. In de 17e eeuw beargumenteerde Thomas Hobbes in hoofdstuk 33 van zijn boek Leviathan dat de Thora niet in haar geheel door Mozes kon zijn geschreven. Hiertoe benoemde hij Bijbelpassages als Deuteronomium 34:6 ("... en niemand heeft zijn graf geweten, tot op dezen dag.") waarin geïmpliceerd wordt dat de auteur lang na de dood van Mozes leefde, Genesis 12:6 ("... en de Kanaänieten waren toentertijd in dat land.") waarin geïmpliceerd wordt dat de auteur leefde in een tijd dat de Kanaänieten niet meer in dat land waren, en Numeri 21:14 dat refereert aan eerdere boeken over Mozes' daden. Hieruit concludeerde hij dat geen van deze passages door Mozes kon zijn geschreven.
Anderen, onder wie Isaac de la Peyrère, Baruch Spinoza, Richard Simon en John Hampden kwamen tot dezelfde conclusie. Hun werk werd sterk bekritiseerd; enkelen van hen werden zelfs opgesloten en gedwongen hun conclusies te herroepen.

### Theorie van meerdere bronnen
In 1753 drukte Jean Astruc anoniem het boek Conjectures sur les mémoires originaux, dont il paraît que Moïse s'est servi pour composer le livre de la Genèse ("Gedachten over de oorspronkelijke bronnen waarvan Mozes naar het schijnt gebruik heeft gemaakt bij het samenstellen van Genesis") waarmee hij de werken van Hobbes en Spinoza, die hij de "ziekte van de laatste eeuw" noemde, hoopte te kunnen ontkrachten. Hiertoe maakte hij gebruik van bestaande literaire analysetechnieken, en gebruikte die om kenmerken te identificeren zoals ook Wellhausen dat later zou doen. Astruc stelde voor dat Genesis geschreven was door Mozes als vier parallelle vertellingen die door een latere redacteur op verwarrende wijze tot een enkele vertelling waren samengevoegd. Zo verklaarde hij de herhalingen en verschillen in stijl die door Hobbes en Spinoza waren aangewezen. Astruc onderzocht vooral de herhalingen ("doublures" of "doubletten" in geval van tweevoudige herhaling, "tripletten" in geval van drievoudige herhaling) die in het scheppingsverhaal en het zondvloedverhaal van Genesis erg duidelijk naar voren kwamen, latere onderzoekers breidden het onderzoek uit naar de hele Pentateuch, soms met Jozua erbij (de Hexateuch) of ook Rechters (de Heptateuch). De bijdrage van Astruc was dus het erkennen van twee bronnen: een Jehovistische (eigenlijk Jahwistische, voortgekomen uit de vergissing dat de Godsnaam JHWH uitgesproken moest worden als Jehova, pas in de 19e eeuw bijgesteld tot Jahwe) en een Elohistische (die de Godsnaam Elohim gebruikte), die echter wel allebei door Mozes zouden zijn geschreven.

### Oudere oorkondenhypothese
De technieken die Astruc had aangewend voor analyse van de Bijbel werden door andere geleerden, voornamelijk Duitsers, veel verder ontwikkeld. Vanaf 1780 analyseerde Johann Gottfried Eichhorn de gehele Thora en concludeerde tegen 1823 dat Mozes niets van de Thora had geschreven: vóór Mozes zou er een Jahwist (J) en na Mozes een Elohist (E) zijn geweest die aan de Thora hadden geschreven. Karl David Ilgen bouwde Eichhorns theorie verder uit en stelde dat er twee Elohisten zouden zijn geweest, dus drie bronnen in totaal. In Duitsland staat de theorie van Eichhorn en Ilgen bekend als de Ältere Urkundenhypothese (oudere oorkondenhypothese); deze werd de standaardthese, die nog werd bijgewerkt totdat Wellhausen een hypothese voorstelde die algemeen aanvaard werd.
W.M.L. de Wette concludeerde in 1805 dat Deuteronomium een onafhankelijke, vierde bron was. Rond 1822 stelde Friedrich Bleek dat Jozua vervolgde op de Thora via Deuteronomium, terwijl anderen tekenen van de Deuteronomist (D) in Rechters, Samuel en Koningen vonden.
In 1853 suggereerde Hermann Hupfeld (net als Ilgen) dat de Elohist opgedeeld zou moeten worden in twee afzonderlijke bronnen; daarmee werd de Priesterlijke bron (P) onderscheiden. Ook benadrukte hij de invloed van de Redacteur (R).
Delen van de Thora werden aan geen van de vier hoofdbronnen toegeschreven. Zo werd Leviticus 17 tot 26 aan een vijfde bron toegeschreven, die de Heiligheidscodex genoemd werd.
Onderzoekers probeerden ook de samenhang tussen de vier hoofdbronnen te identificeren, en na te gaan wie deze bronnen kon hebben geschreven en waarom. De Wette had in 1805 geconcludeerd dat niets van de Thora vóór de tijd van David (r. 1010-970 v.Chr.) was geschreven, en sinds Spinoza werd D geassocieerd met de priesters in de tempel in Jeruzalem ten tijde van het bewind van Josia (r. 641/640-610/609 v.Chr.) die rond 621 v.Chr. belangrijke hervormingen doorvoerde, maar buiten deze conclusies waren onderzoekers het vaak oneens over de volgorde waarin de Thora zou zijn samengesteld, PEJD, EJDP of JEDP.

## De (Graf-)Wellhausen-hypothese
In 1876/77 publiceerde Julius Wellhausen Die Composition des Hexateuchs ("De samenstelling van de Hexateuch"), waarin hij zijn vierbronnenhypothese beschreef. Dit werk werd in 1878 gevolgd door Prolegomena zur Geschichte Israels ("Prolegomena bij de geschiedenis van het oude Israël"), dat de ontwikkeling van de religie van de oude Israëlieten volgde vanuit een seculier, niet bovennatuurlijk oogpunt. Zo voegde hij, in samenwerking met Karl Heinrich Graf en de Nederlander Abraham Kuenen, de bestaande argumenten en conclusies samen tot een coherente en alomvattende hypothese over de oorsprong van de Thora en het jodendom. Deze staat bekend als de Neuere Urkundenhypothese (nieuwere oorkondenhypothese), en domineert nog altijd het onderzoek naar de Pentateuch.